# Accidente del Super Puma del SAR en Canarias (2014)
El Accidente del Super Puma del SAR en Canarias fue un accidente aéreo ocurrido el 19 de marzo de 2014 durante unos ejercicios en el mar frente a las costas de Gran Canaria. La aeronave, que formaba parte del 802 escuadrón de búsqueda y rescate del Ala 46. La aeronave impacto contra el océano atlántico a las 21.55 debido a un fallo en el sistema de bengalas del avión de apoyo.

## Accidente
El 19 de marzo de 2014, el helicóptero HD.21-10, un AS332 Super Puma del Ejército del Aire y del Espacio, tenía previsto realizar un ejercicio de rescate y adiestramiento rutinario en una operación de tipo SAR (Search and Rescue) en una zona marítima frente a las costas de Gran Canaria.
El entrenamiento consistía en maniobras de aproximación y descenso controlado sobre el océano, simulando rescates desde el agua. En la operación participaba el Buque de Acción Marítima (BAM) P-41 Meteoro, perteneciente a la Armada Española. Aunque las condiciones meteorológicas eran favorables al inicio del vuelo, se registraron ráfagas de viento que pudieron haber influido en el desarrollo del ejercicio. Mientras se encontraba de regreso a la base el CASA CN-235 que proporcionaba iluminación a la aeronave mediante lanzadores de véngalas sufrió un fallo en el sistema deja a la tripulación sin visibilidad. Un minuto después del fallo la aeronave despareció en el mar.

## Tripulación
La tripulación estaba formada por 5 tripulantes. 2 Pilotos, 1 copiloto, 2 Mecánicos-Operadores de grúa.
| Cargo            | Nombre              | Rango    |
| ---------------- | ------------------- | -------- |
| Piloto           | Daniel Peña         | Capitán  |
| Piloto           | Carmen Ortega       | Teniente |
| Copiloto         | Sebastián Ruiz      | Teniente |
| Operador de Grúa | Carlos Caramanzana. | Sargento |
| Operador de Grúa | Jhonander Ojeda     | Sargento |

## Búsqueda y Rescate
Tras el accidente del HD.21-10, se activaron de inmediato las operaciones de búsqueda y rescate en la zona marítima donde se precipitó la aeronave, frente a las costas de Gran Canaria.
El helicóptero se hundió rápidamente hasta una profundidad aproximada de 2.362 metros, lo que complicó significativamente las labores de recuperación. El P-41 Meteoro, un Buque de Acción Marítima (BAM) de la Armada Española, que participaba en el ejercicio, coordinó los esfuerzos iniciales en la zona. Se desplego el helicóptero Helimer 215 y un CASA CN-235 y varias lanchas de la Guardia Civil.
Uno de los tripulantes fue rescatado con vida por el BAM "Meteoro", que logró localizarlo flotando en el agua tras el impacto.
Posteriormente, las tareas de búsqueda y recuperación se enfrentaron a múltiples desafíos, incluyendo la gran profundidad y las corrientes marítimas. Los restos de la aeronave y los cuerpos de los otros tripulantes fueron finalmente localizados y recuperados mediante el uso de equipos especializados.

## Investigación del accidente
La investigación sobre el accidente del HD.21-10 fue llevada a cabo por la Comisión para la Investigación Técnica de Accidentes de Aeronaves Militares.
Tras analizar los restos del helicóptero y reconstruir los hechos, se concluyó que la causa principal del accidente fue el fallo en el sistema de bengalas del avión de apoyo CASA CN-235 dejando a la tripulación sin referencias visuales para orientarse provocando una Desorientación espacial en la tripulación que provocó el impacto contra el mar a las 21:55.

## Superviviente
El tripulante Jhonander Ojeda logró salir milagrosamente de la aeronave al romper con su cabeza el cristal trasero de la aeronave conocido como "ojo de buey". Tras romper la ventana nadó entre 12 y 10 metros hasta la superficie. Cuando llegó, comenzó a gritar el nombre de sus compañeros con el fin de obtener respuesta. Al no recibir ninguna señal de vida comenzó a darse cuenta de la magnitud del desastre y el temor a no ver a sus padres nunca más. Horas después fue encontrado flotando sobre restos de combustible de la aeronave intentado nadar hacia una lancha de rescate. Fue rescatado y llevado hacia el Buque de Acción Marítima P-41 Meteoro que sería ingresado allí. Después se unió a las tareas de rescate de los otros tripulantes. Un día y medio después volvió a reunirse con su familia. Sin embargo, el 22 de octubre de 2015, más de un año después del accidente del accidente, el tripulante falleció en el Accidente del Super Puma del SAR en Canarias (2015), un helicóptero AS-332 Super Puma del Ala 46 del Ejército del Aire y del Espacio. El helicóptero sufrió un fallo mecánico durante un vuelo de entrenamiento cerca de la costa de Gran Canaria, en el cual todos los tripulantes a bordo, incluido el superviviente del HD.21-10, perdieron la vida. Actualmente hay un monumento en su honor en la Playa de Melenara.